# Río Una
El río Una es un río que fluye a través de Croacia y la parte occidental de Bosnia y Herzegovina; en su medio y bajo cauce, constituye la frontera entre ambos países. Es un afluente por la derecha del río Sava. Tiene una longitud de 212 km, su cuenca tiene una superficie de 10.400 km² y en ella habitan alrededor de un millón de personas. 
Nace en la ladera noreste de la montaña Stražbenica, en Croacia, y fluye a través de Martin Brod, Kulen Vakuf, Ripac, Bihać, Bosanska Krupa, Bosanska Otoka, Novi Grad (Bosanski Novi), Hrvatska Kostajnica y Dubica. Desemboca en el Sava, cerca de Jasenovac. Sus principales afluentes son el Unac, Sana, Klokot y Krušnica. 
Más de 170 tipos de hierbas medicinales crecen junto al río Una, así como una rara planta llamada Campanula unensis, la "Campanilla azul del Una". El ecosistema del río alberga 28 tipos de peces, el mayor de los cuales es el huchen, o salmón del danubio.